# AMD 103 Genesis
Az AMD 103 Genesis vagymás néven a General Electric Genesis egy B'B' tengelyelrendezésű személyvonati  dízelmozdony-sorozat. Az Amtrak, a VIA Rail és a  Metro-North üzemelteti. Összesen 321 db készült belőle 1992 és 2001 között a GE Transportation Systems gyárában.
A Genesis mozdonysorozatot a General Electric tervezte az Amtrak által közzétett specifikáció alapján. A 4,37 m magasságával a Genesis sorozat a legalacsonyabb észak-amerikai dízel-elektromos mozdonyok közé tartozik, mivel 14 hüvelykkel (356 mm) alacsonyabb, mint az előző generációs F40PH. Ez a magasságkorlátozás lehetővé teszi, hogy a mozdony könnyedén közlekedhessen az északkeleti folyosó alacsony alagútjaiban.

## Technikai jellemzői
A GE Genesis sorozat egyedülálló a közelmúltban gyártott észak-amerikai személyszállító mozdonyok között, mivel a Cesar Vergara ipari formatervező által tervezett, egyetlen, monocoque karosszériát használó típus, így könnyebb, aerodinamikusabb és üzemanyag-takarékosabb, mint elődei (F40PH, F59PH, P30CH, P32-BWH). Ez azonban költségesebbé és időigényesebbé teszi a karbantartását és javítását. 2004-ben az Amtrak elkezdett csavaros orrkúpokat felszerelni az egységeire, hogy azok könnyen cserélhetők legyenek egy járművel való szintbeli kereszteződési ütközés esetén. Az elődmozdonyokhoz képest a Genesis például 22%-kal üzemanyag-takarékosabb, mint az F40PH, miközben 25%-kal nagyobb teljesítményt nyújt.. Ezen kívül minden Genesis mozdony négyütemű motorral rendelkezik a korábban az EMD mozdonyokban használt kétütemű motorok helyett.
A Genesis egy teljesen számítógépesített mozdony, amely automatikusan vezérli az összes fedélzeti funkciót, így nagy megbízhatóságot biztosít, miközben a karbantartási követelmények alacsonyak. Számítógépei például képesek automatikusan csökkenteni a motor teljesítményét abban az esetben, ha a mozdony túlmelegszik, vagy alacsony az olajnyomás, alacsony a víznyomás vagy a szívócsövekbe jutó csökkent légáramlás miatt szenved, így a mozdony továbbra is működőképes marad.
Minden Genesis motor képes a főmotor által táplált generátorból vagy inverterből származó, legfeljebb 800 kilowatt (1100 lóerő) teljesítményű feji teljesítményt (HEP) biztosítani a vonat számára, így minden egység akár 16 Superliner vagon HEP-ellátására is képes. A P40DC és a P42DC gépek 60 Hz-es főáramot szolgáltathatnak a HEP generátorról, a motor fordulatszámának 900 fordulat/percig történő leállításával (normál üzemmód), vagy a vontatási generátorról, a motor fordulatszámának 720 fordulat/percig történő leállításával (készenléti üzemmód). Az utóbbi esetben a vontatási teljesítmény nem áll rendelkezésre. A P32AC-DM erőforrást nem kell egy bizonyos fordulatszámon rögzíteni, mivel HEP-invertert használ, amely lehetővé teszi, hogy a főgép 1047 fordulatszámon működjön, amikor vontatási teljesítményt és HEP-et is biztosít, és 620 fordulatszámon (vagy hármas fokozatban) üresjáratban működjön, miközben HEP-et biztosít a világításhoz és a légkondicionáláshoz, amikor nem biztosít vontatási teljesítményt.
A Genesis mozdonyok forgóvázait a Krupp Verkehrstechnik gyártotta, amelyet azóta a Siemens Mobility felvásárolt; a legújabb Genesis mozdonyok forgóvázai a Siemens nevet viselik.